# Punjab

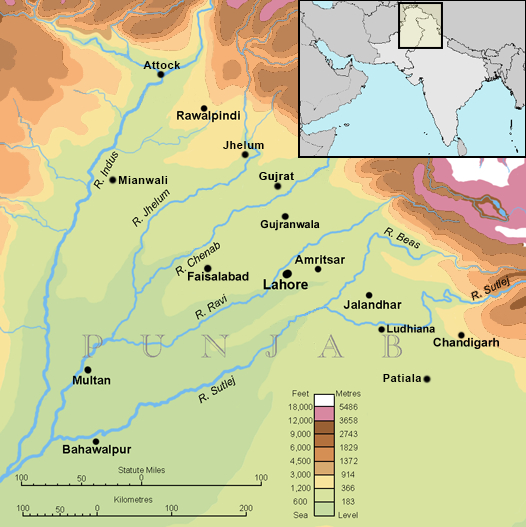
Topografische Karte des Punjab, aus der die Bezeichnung „Fünfstromland“ deutlich wird

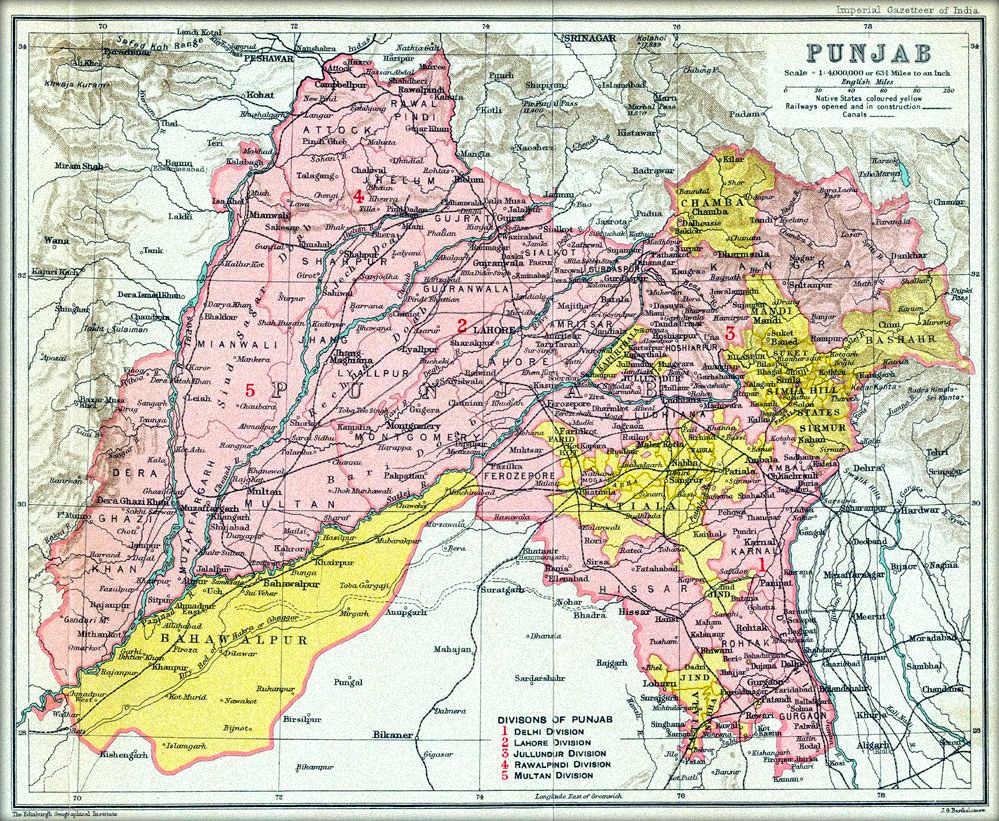
Das Punjab im Jahr 1909. Das direkt von den Briten verwaltete Gebiet ist rosa, die Fürstenstaaten sind gelb markiert.

Karte des Punjab vor dem Hintergrund der heutigen Grenzen

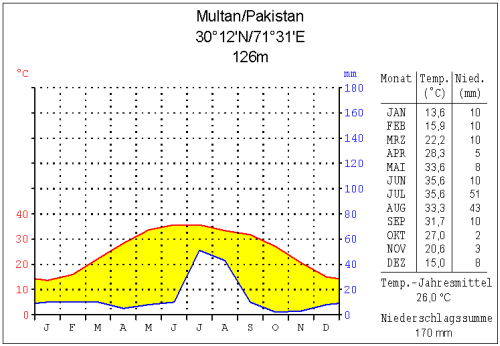
Klimadiagramm Multan

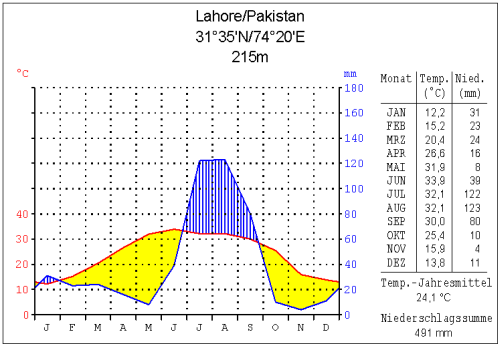
Klimadiagramm Lahore

Das Punjab, auch Pandschab oder Pundschab, war eine Provinz in Britisch-Indien von 1849 bis 1947. Im Jahr 1947 wurde das Gebiet zwischen den nun unabhängig gewordenen Staaten Pakistan (Provinz Punjab) und der Indischen Union (Bundesstaat Punjab) aufgeteilt. Der Name Punjab (Pandschabi: ਪੰਜਾਬ panjab pañjāb) leitet sich von persisch پنجاب pandschāb, DMG panǧāb, ‚Fünfstromland‘ (aus پنج pandsch, DMG panǧ, ‚fünf‘ und آب ab, DMG āb, ‚Wasser‘) ab.
Die Grenzen der Region sind nicht klar definiert und beruhen auf historischen Berichten, so dass sich die geografische Definition des Begriffs „Punjab“ im Laufe der Zeit geändert hat. Im Mogulreich des 16. Jahrhunderts war die Region Punjab dreigeteilt, mit der Provinz von Lahore im Westen, die von Delhi im Osten sowie Multan im Süden.
In Britisch-Indien umfasste die Provinz Punjab bis zur Teilung Indiens im Jahr 1947 die heutigen indischen Bundesstaaten und Unionsterritorien Punjab, Haryana, Himachal Pradesh, Chandigarh und Delhi sowie die pakistanischen Regionen Punjab und Islamabad Capital Territory. Es umfasste auch das heutige östliche Khyber Pakhtunkhwa, das 1901 als Nordwest-Grenzprovinz abgetrennt wurde.
Die vorherrschende ethnolinguistische Gruppe in der Region Punjab sind die Punjabis, die Panjabi, eine indoarische Sprache sprechen. In West-Punjab (Pakistan) sind die Punjabi-Muslime in der Mehrheit, während in Ost-Punjab (Indien) die Punjabi-Sikhs die Mehrheit bilden. Andere religiöse Gruppen sind der Hinduismus, das Christentum, der Jainismus, der Zoroastrismus, der Buddhismus und die Ravidassia.

## Geografie
Geografisch bezeichnet Punjab die keilförmig nach Südwesten zulaufende Stromebene der fünf linksseitigen Induszuflüsse Jhelam, Chanab, Ravi, Beas und Satluj. Die westliche Begrenzung des Punjab wird durch das Suleimangebirge an der Grenze zu Afghanistan gebildet. Nach Norden begrenzen die Salt Range und der Himalaya, nach Süden die Wüste Thar und nach Osten eine niedrige Wasserscheide zum Ganges-Tiefland den Punjab. Das Gebiet des Punjab wird hauptsächlich von äußerst fruchtbaren quartären Schwemmfächern gebildet, die 10 bis 15 m über den Talsohlen liegen. Es ist das größte geschlossene Bewässerungsgebiet der Erde, das mit einer Bewässerungsfläche von 102.000 km² fast das Vierfache der Bewässerungsfläche des Nils (26.000 km²) erreicht.
Traditionell wurden nur die Flächen in unmittelbarer Nähe der Flüsse im Frühsommer bewässert, indem das Hochwasser des Sommermonsuns auf die Felder geleitet wurde. Während der britischen Kolonialherrschaft wurde durch den Bau von Dämmen und Kanälen die Möglichkeit geschaffen, durch ganzjährige Bewässerung auch höher gelegene Flächen landwirtschaftlich zu nutzen und mehrere Ernten im Jahr zu erzielen.

## Wassernutzung
Im Jahr 1960 regelten Indien und Pakistan im Indus-Wasservertrag die Wassernutzung im Punjab. Danach darf Indien die Oberläufe der Flüsse Ravi, Satluj und Beas auf sein Staatsgebiet ableiten, muss dafür aber sicherstellen, dass Pakistan Zugriff auf das Wasser der Flüsse Indus, Chanab und Jhelam hat. Um einerseits eine ganzjährige Bewässerung zu ermöglichen und andererseits Überschwemmungen während des Sommermonsuns zu verhindern, wurden weitere Staudämme und Kanäle angelegt.
Die Ausweitung des Bewässerungslandes hatte schwerwiegende ökologische Auswirkungen. Durch die ganzjährige Wasserzuführung stieg der Grundwasserspiegel stark an, ausgedehnte Flächen versumpften. Im südlichen Teil des Punjab führen die hohen Temperaturen und die dadurch starke Verdunstung bei geringen Niederschlägen (siehe Klimadiagramm Multan) zur Versalzung der Böden. Durch die Anlage von bis zu 100 m tiefen Brunnen und das Abpumpen des Grundwassers versucht man, dieses Problem zu lösen.

## Geschichte
Die ältesten Besiedlungsspuren im Punjab reichen bis in die Zeit der Induskultur zurück, dieser Raum wurde vor allem von Harappa beeinflusst. Während der Vedischen Periode war das Punjab ein kulturelles Zentrum der Indoarier, angeblich soll das Ramayana von Valmiki nahe der heutigen Stadt Amritsar geschrieben worden sein.
Der westliche Rand des Punjab wurde vom Perserreich kontrolliert und von Alexander dem Großen im Jahr 326 v. Chr. erobert. Später gehörte das Gebiet zum Kuschana-Reich, bevor dieses von Gruppen der sogenannten iranischen Hunnen (Kidariten, Alchon, Nezak und Hephthaliten) abgelöst wurde.
Schon bald nach 700 setzten erste Vorstöße der Muslime ein, doch erst mit der Errichtung des Sultanats von Delhi (1206) konnten sie die Region fest unterwerfen. Das Jahr 1399 sah den Einfall der Heere Tamerlans, bei dem Delhi komplett zerstört und die ganze Region verwüstet wurde. Mit der Schlacht von Panipat 1526 kamen die – von Tamerlan abstammenden – Moguln an die Macht, die den Punjab zu einem politischen Zentrum ganz Indiens machten; Delhi und Lahore wurden zu Residenzen.
Einen Wendepunkt in der Geschichte des Punjab stellt das Auftreten von Guru Nanak (1469–1538), dem Begründer der Sikh-Religion, dar, die bis heute im Punjab signifikant vertreten ist und im „Goldenen Tempel“ (Harmandir Sahib) von Amritsar ihr wichtigstes Heiligtum hat. Alle Versuche der Moguln scheiterten, die neu gegründete Religion zu beseitigen, die das Kastensystem der Hindus ablehnt und an einen universellen Gott glaubt.
Nach dem Zusammenbruch der Mogulherrschaft wurde das Punjab 1756 von den Marathen erobert und befand sich somit zum ersten Mal seit Jahrhunderten nicht mehr unter islamischer Kontrolle. Die Marathen ihrerseits wurden im Jahr 1759 vom afghanischen Herrscher Ahmad Schah Durrani besiegt, dessen Invasion ganz Nordindien schwer verwüstete. In diesem Chaos konnte der Sikhherrscher Ranjit Singh die Macht im Punjab an sich bringen und ein Reich der Sikh etablieren, das bald nach seinem Tod 1839 in innere Wirren geriet. Nach dem Ersten Sikh-Krieg musste das Punjab Gebietsverluste hinnehmen, bis er am 29. März 1849 von den Briten annektiert wurde. Einzig der muslimische Staat Bahawalpur konnte seine Unabhängigkeit von Ranjit Singh wahren, indem er sich bereits im Jahr 1833 der britischen Schutzherrschaft unterstellte. Er bestand als Fürstenstaat bis zum Jahr 1947.
Auch in Britisch-Indien spielte das Punjab eine zentrale Rolle, vor allem seit im Jahr 1912 die Hauptstadt nach Delhi verlegt wurde. Die Briten hatten vor allem auch ein Interesse, die Sikhs zu fördern, von denen sie die loyalsten Truppenteile rekrutierten. Die Infrastruktur- und Bildungsmaßnahmen der Briten veränderten gerade den Punjab und brachten eine neue Bildungsschicht hervor, die ab den 1920er Jahren immer mehr zur Unabhängigkeitsbewegung tendierte.
Die tatsächliche Unabhängigkeit des Subkontinents im Jahr 1947 verlief allerdings dramatisch. das Punjab wurde zwischen den beiden Nachfolgestaaten geteilt – die Teilungslinie verlief halbwegs zwischen den beiden wichtigsten Städten Lahore und Amritsar. Im Zuge dieser Teilung gerieten die Flüchtlingsströme von Hindus und Sikhs aus dem Westpunjab und von Muslimen aus dem Ostpunjab außer Kontrolle. Es kam zu bürgerkriegsartigen Szenen, die sich über mehrere Wochen hinzogen. Seither ist das Punjab in eine pakistanische Provinz und einen indischen Bundesstaat geteilt. In Pakistan hat das Punjab insofern ein Übergewicht, als er die bei weitem bevölkerungsreichste Provinz darstellt. Der indische Punjab wiederum ist ein industrielles Zentrum und einer der reichsten Bundesstaaten.
Die Überschwemmungskatastrophe in Pakistan 2010 war für dieses Gebiet die schlimmste Überschwemmung seit 1929. Häuser wurden weggespült, Brücken und Straßen stark beschädigt, Vieh ertrank und die Ernten wurden weitgehend zerstört.